# 石溪镇
石溪镇，是中华人民共和国四川省乐山市犍为县下辖的一个乡镇级行政单位。2019年12月，撤销马庙乡，将原马庙乡天池村、小村村、成新村和原塘坝乡牛心村、白家村、高家村、新房村、塘房村划归石溪镇管辖。

## 行政区划
石溪镇下辖以下地区：
民乐社区、凉桥社区、河西村、大坪村、前丰村、保卫村、小二河村、桃花村、姜沟村、勤俭村、画眉村、联盟村、深沟村、戴家坪村和石马村。
2019年12月调整后，石溪镇辖民乐社区、凉桥社区、河西村、前丰村、桃花村、勤俭村、联盟村、小二河村、戴家坪村、大坪村、保卫村、姜沟村、画眉村、深沟村、天池村、小村村、成新村、牛心村、白家村、高家村、新房村、塘房村所属行政区域。